# Plaatwellerij
De Plaatwellerij was een Nederlands machinefabriek gespecialiseerd in laswerk die van 1912 tot 1957 onder deze naam bestond te Velsen en onder andere namen als fusiebedrijf tot begin 1981 bleef bestaan. 

## Oprichting
In 1912 begon de technicus Johannes Derk Benjamin Olie (na een opleiding aan de MTS te Amsterdam en een werkkring bij o.a. de firma Wittebol te Amsterdam) met een kleine watergas laswerkplaats in een loods aan de noordzijde van het Noordzeekanaal, het eerste gespecialiseerde bedrijf in zijn soort in Nederland. Men begon met een 40 werklieden. Het bleek in een behoefte te voorzien, de vroegere werkgever van Olie, Heinrich Rudolf Gonnermann, oprichter en oud-eigenaar van een machinefabriek te Haarlem, sloot zich aan. In 1914 werd de onderneming omgezet in een nv onder de naam Hollandsche Plaatwellerij en Pijpenfabriek voorheen JDB Olie en Gonnermann. Het lassen van buizen vond vooral toepassing voor onderdelen die niet  aan hoge drukken blootgesteld werden zoals afgewerkte stoom-, waterleiding- en verwarmingsleidingen. De vormingsmogelijkheden bij uit plaatwerk samengesteld laswerk werd gebruikt voor verlichtingsmasten, reservoirs, kleine gashouders, pers- en windketels, in het algemeen aan reservoirs en apparaten waaraan  bijzondere eisen met betrekking tot de dichtheid zijn gesteld. Daarnaast  bleef een handelsafdeling bestaan, al dan niet verbonden met installatie door de Plaatwellerij. Zo was men rond 1918 vertegenwoordiger en installateur voor Trigasinstallaties van de Dellwik-Fleischer Wassergas GmbH, Frankfurt am Main. 

## Groei
Het bedrijf groeide, dankzij het wegvallen van de Duitse concurrentie en ondanks de afwezigheid van mededirecteur Gonnermann (in Duitse legerdienst), tijdens de Eerste Wereldoorlog verder. Gonnermann keert in 1918 terug en treedt op verzoek nog maar als adviseur op. In 1919 werd het maatschappelijk kapitaal uitgebreid. De jaren twintig zijn wisselvallig, met een personeelsinkrimping in 1921 en een personeelsbestand van 47 in 1924. In 1922 werd het bedrijf verplaatst wegens verruiming van het Noordzeekanaal. Net voor het uitbreken van de crisis, in 1930, telde de Plaatwellerij een 100 man personeel. De crisis trof het bedrijf minder dan collega-bedrijven. Bij het 25jarig bestaan, in 1938, telde het 150 werklieden en 30 beambten. Het productieprogramma was nog grotendeels hetzelfde: pijpen, ketels, zinkers en apparatuur voor vooral de Nederlandse markt met als afnemers onder meer Billiton, de Staatsmijnen, de Bataafsche en de HVA. Een specialiteit, waarvoor een aparte afdeling bestond, was de binnenbekleding van buizen en plaatwerk met een samenstelling van asfalt en cocosweefsel. Verder was er een recente toevoeging aan het brede productieprogramma: de hogedruk-voedingswateraccumulator systeem dr. Kiesselbach. In dat jaar kwam ook een grote bedrijfshal gereed: 18 x 50 m, 14 m hoog. Men beschikte over een eigen zuurstofbereiding en walsinstallatie.

## Fusie
In 1942 kwam een filiaal te Hoensbroek. De Plaatwellerij profiteerde van de naoorlogse groei, begin 1950 kwam een nieuwe kunststofverwerking- en bekledingsfabriek in gebruik. Hier vond onder meer de bekleding met eboniet plaats, waarvoor men een licentie van de firma Lacollonge te Brussel had. De Plaatwellerij kon apparatuur in diverse legeringen en met diverse bekledingen als plastic (oppanol en pvc), harde en zachte rubber en inbrandlakken leveren. Rond 1950 leverde het verder pneumatische transportinstallaties, tanks, ketels voor cv (systeem Reck), verdampers (systeem Alton & Co), masten en laadbomen en een diversiteit aan apparaten in diverse materialen. Midden jaren vijftig werkten bij beide bedrijfsvestigingen circa 500 mensen. In 1957 vond een fusie met Bronswerk te Amersfoort plaats, een van de eerste naoorlogse fusies in de Nederlandse metaalindustrie, voornamelijk in verband met de Europese Gemeenschap voor Kolen en Staal. Het gefuseerde bedrijf onder de naam Bronswerk, waarbij de Plaatwellerij de eigen naam behield, werd vanaf de jaren zestig onderdeel van een regelmatig van samenstelling veranderend samengaande Nederlandse machinebouw. Zo werd het in 1967 enige tijd onderdeel van Bronswerk-Fijenoord Chemiebouw. In 1968 werd het filiaal te Hoensbroek, mede in verband met vervangende werkgelegenheid voor de mijnsluitingen, verplaatst naar een nieuw gebouw in Kerkrade (plaats). De vestiging in Velsen ging vervolgens verder als Stork Velsen. In 1980 kwam een einde aan de activiteiten van Stork Velsen dat op dat moment nog 190 werknemers telde. Machinefabriek Jongia te Leeuwarden nam de activiteiten over. 